# Laos aux Jeux paralympiques d'été de 2024
Le Laosparticipe aux Jeux paralympiques d'été de 2024 à Paris. Il est représenté par un athlète en athlétisme.

## Athlétisme

### Saut en longueur
| Athlète       | Compétition | Tentatives | Tentatives | Tentatives | Tentatives | Tentatives | Tentatives | Meilleur | Rang |
| Athlète       | Compétition | 1er        | 2e         | 3e         | 4e         | 5e         | 6e         | Meilleur | Rang |
| ------------- | ----------- | ---------- | ---------- | ---------- | ---------- | ---------- | ---------- | -------- | ---- |
| Ken Thepthida | Hommes T13  | 0.0        | 0.1        | 0.6        | x          | x          | x          | x        | x    |